# 山谷亨
山谷 亨（やまや あきら、1976年5月8日 - ）は日本の映画監督、演出家、脚本家。青森県青森市出身。

## 経歴
青森県立青森高等学校を卒業後、成蹊大学文学部日本文学科に進学。
大学卒業後、制作会社にてテレビ番組、映画、オリジナルビデオ等の演出・撮影・編集・助監督等を務める。
その後フリーの演出家として映画・オリジナルビデオ・CMなどの制作に従事。他に、題字・字書きとして映画・CM美術などに多数参加している。実相寺昭雄の株式会社コダイ所縁の服部光則・高橋巖 (映画監督)・清水厚との仕事が多い。

## 参加作品

### 映画
- 無花果の顔（2006年　AGORA　シナジー　監督 桃井かおり）アソシエイト・プロデューサー
- シルバー假面（2006年　監督 実相寺昭雄）　字書き
- 霊界交信 ～心霊メッセンジャー賀大峰誠～（2011年　マクザム）　構成・編集・演出
- ブルーバレンタイン２〜隠されたペンダントの秘密〜（2011年　アムモ98 共同脚本 小林雄次）　監督
- ソフテン！（2014年　オフィスインベーダー　監督 出馬康成）ラインプロデューサー・セカンドユニット監督
- ダライ・ラマ14世（2014年　ブエノスフィルム　監督光石富士朗）EED
- 未来への第一歩（2015年　 A・Eプロダクション）脚本・監督
- 過去からのメッセージ（2016年　A・Eプロダクション）脚本・監督
- 故郷狂詩曲～Country Rhapsody～脚本・監督[1]（2016年　A・Eプロダクション）　脚本・監督
- RYOMA 空白の三か月 (2018年　RYOMA～空白の三か月～製作委員会) 原案・監督

### テレビ
- ねりたんアニメワークス（2007年　練馬区・J:COM）　構成・演出
- ネリマアニメウォーク（2008年　練馬区・J:COM）　総合演出
- いのり・エネルギーの映画缶（2008年～　テレビ埼玉）　演出
- キラキラACTERS TV（2008～2009年　BS11デジタル）　演出

### ネット動画
セサミストリート：ELMO　IN　JAPAN〜（2015年～2016年）　ラインプロデューサー

### 舞台
- 裏YAGYU（2012年　座・高円寺）　演出 - かつて千葉真一が深作欣二に提出した「裏柳生」という企画を映画化した『柳生一族の陰謀』の舞台化。千葉真一プレゼンツと銘打たれた。
- トレジャー（2016年　新宿THEATER BRATS）　潤色・演出 - Ａ・Ｅプロダクション制作。原案・作はYU-JI。音楽はKAZZ遠藤。照明は樋口実。Ａ・Ｅプロダクションの若手公演で、声の出演で高野浩幸や宇佐美博が出演した。また、山谷の故郷である青森県(七戸町の廃鉱山、八戸キャニオン)や隣接する岩手県(二戸市の馬仙峡)などの牧歌的な映像がイメージ映像として劇中に使用された。

### その他
- 監督　本多猪四郎〜日本特撮映画を支えた男〜（2008年　自主制作）　企画・構成・演出
- 鈴木早智子 NATURAL Respect my life（2008年　GPミュージアム）　演出
- ジエンド（2009年　原作 村枝賢一／村枝プロダクション）　演出 - 漫画企画であるヒーロークロスラインの実写版PV